# Ghost & Volbeat Tour 2022
Die Ghost & Volbeat Tour 2022, auch bekannt als: Ghost/Volbeat Co-Headliniertour 2022, ist eine Konzerttournee mit den Co-Headlinern Ghost und Volbeat.

## Geschichte
Am 21. September 2021 wurde die von Live Nation Entertainment und Frank Productions produzierte Tournee mit den Co-Headlinern Ghost aus Schweden und Volbeat aus Dänemark angekündigt. Als Vorgruppe fungiert die US-amerikanische Band Twin Temple. Ghost stellen auf der Tournee ihr fünftes Studioalbum Impera vor, dessen Veröffentlichung erst am 11. März 2022 erfolgte. Volbeats achtes Studioalbum Servant of the Mind erschien am 3. Dezember 2021. Die Tournee umfasst 26 Konzerte im 18 Bundesstaaten. Sie begann am 25. Januar 2022 in Reno und soll am 3. März 2022 in Anaheim enden.
Während der Tournee verkaufen beide Bands eine auf 3000 Exemplare limitierte 7-Zoll-Single, die die Beiträge von Ghost und Volbeat zum Metallica-Tributalbum The Metallica Blacklist enthält. Ghost steuerten hierzu eine Version des Liedes Enter Sandman bei, während Volbeat das Lied Don’t Tread on Me coverten. Bei jedem Konzert der Tournee werden jeweils 115 Exemplare an diejenigen verkauft, die als erste kommen. Jeder Käufer erhält nur ein Exemplar. Die Einnahmen aus der Single werden zwischen Metallicas Stiftung All Within My Hands Foundation und den von Ghost und Volbeat ausgewählten Wohltätigkeitsorganisationen aufgeteilt. Ghost wählten dabei die Stiftung Camp Aranu'tiq und Volbeat den Børne Cancer Fonden.
Am 28. Januar 2022 wurde Volbeats Schlagzeuger Jon Larsen positiv auf das Virus COVID-19 getestet. Das Konzert in Nampa musste die Band daher absagen. Für die weiteren Konzerte sprang der ehemalige Slayer-Schlagzeuger Jon Dette ein.

## Konzerte
| Datum       | Stadt            | Bundesstaat   | Veranstaltungsort                    |
| ----------- | ---------------- | ------------- | ------------------------------------ |
| 25. Januar  | Reno             | Nevada        | Reno Events Center                   |
| 27. Januar  | Seattle          | Washington    | Climate Pledge Arena                 |
| 28. Januar  | Nampa            | Idaho         | Ford Idaho Center                    |
| 29. Januar  | Portland         | Oregon        | Veterans Memorial Coliseum           |
| 31. Januar  | West Valley City | Utah          | Maverik Center                       |
| 2. Februar  | Denver           | Colorado      | Ball Arena                           |
| 4. Februar  | Lincoln          | Nebraska      | Pinnacle Bank Arena                  |
| 5. Februar  | Minneapolis      | Minnesota     | Target Center                        |
| 7. Februar  | Columbus         | Ohio          | Nationwide Arena                     |
| 8. Februar  | Hershey          | Pennsylvania  | Giant Center                         |
| 10. Februar | Newark           | New Jersey    | Prudential Center                    |
| 11. Februar | Worcester        | Massachusetts | DCU Center                           |
| 12. Februar | Camden           | New Jersey    | BB&T Pavilion                        |
| 14. Februar | Pittsburgh       | Pennsylvania  | Petersen Events Center               |
| 15. Februar | Toledo           | Ohio          | Huntington Center                    |
| 16. Februar | Grand Rapids     | Michigan      | Van Andel Arena                      |
| 18. Februar | Chicago          | Illinois      | Allstate Arena                       |
| 19. Februar | Cincinnati       | Ohio          | Heritage Bank Center                 |
| 20. Februar | Milwaukee        | Wisconsin     | Fiserv Forum                         |
| 21. Februar | St. Louis        | Missouri      | Chaifetz Arena                       |
| 23. Februar | Independence     | Missouri      | Cable Dahmer Arena                   |
| 25. Februar | Houston          | Texas         | Smart Financial Centre at Sugar Land |
| 26. Februar | Dallas           | Texas         | Fair Park Coliseum                   |
| 28. Februar | El Paso          | Texas         | Don Haskins Center                   |
| 1. März     | Phoenix          | Arizona       | Footprint Center                     |
| 3. März     | Anaheim          | Kalifornien   | Honda Center                         |

## Setlists
| Ghost (25. Januar 2022) 1. Imperium (Intro) 2. Kaisarion 3. Rats 4. From the Pinnacle to the Pit 5. Mary on a Cross 6. Devil Church 7. Cirice 8. Hunter’s Moon 9. Faith 10. Helvetesfönster 11. Year Zero 12. Ritual 13. Mummy Dust 14. Kiss the Go-Goat 15. Enter Sandman 1 16. Dance Macabre 17. Square Hammer 18. Sorrow in the Wind (Outro) 2 | Volbeat (25. Januar 2022) 1. Mummy’s Tomb (Intro) 2. Temple of Ekur 3. Pelvis on Fire 4. Doc Holliday 5. Lola Montez 6. Sad Man’s Tongue 7. Becoming 8. Last Day Under the Sun 9. Wait a Minute My Girl 10. Black Rose 11. Shotgun Blues 12. The Devil’s Bleeding Crown 13. The Devil Rages On 14. The Sacred Stones 15. Seal the Deal 16. Die to Live 17. Still Counting 18. Trust Me (Outro) 3 | Twin Temple (27. Januar 2022) 1. In Lvx 2. Sex Magick 3. Let’s Have a Satanic Orgy 4. Satan’s a Woman 5. I’m Wicked |

## Persönlichkeiten
| Ghost - Papa Emeritus IV – Gesang - A Nameless Ghoul – Leadgitarre - A Nameless Ghoul – Rhythmusgitarre - A Nameless Ghoul – Bass - A Nameless Ghoul – Keyboard - A Nameless Ghoul – Schlagzeug | Volbeat - Michael Poulsen – Gesang, Rhythmusgitarre - Rob Caggiano – Gitarre - Kaspar Boye Larsen – Bass - Jon Larsen – Schlagzeug - Jon Dette – Schlagzeug A | Twin Temple - Alexandra James – Gesang - Zachary James – Gitarre |